# István Kocsis
Pour les articles homonymes, voir Kocsis.
István Kocsis est un footballeur hongrois né le 6 octobre 1949 à Csorna et mort dans cette même ville le 9 juin 1994 des suites d'un cancer. Il évoluait au poste de défenseur.

## Biographie
Il reçoit 20 sélections en équipe de Hongrie entre 1977 et 1983. Il joue son premier match en équipe nationale le 5 octobre 1977 contre la Yougoslavie et son dernier le 1er juin 1983 contre le Danemark.
Il participe à la Coupe du monde 1978 avec la Hongrie. Lors du mondial, il joue deux matchs : contre l'Argentine et l'Italie.
Avec le club du Budapest Honvéd, il joue six matchs en Coupe d'Europe des clubs champions lors de la saison 1980-1981.

## Palmarès
- Champion de Hongrie en 1980 avec le Budapest Honved